# Château des comtes de Flandre (Douai)
Le château des comtes de Flandres est un ancien château fort, du Xe siècle, dont il ne subsiste aucun vestige en élévation, qui se dressait sur le territoire actuel de la commune française de Douai, dans le département du Nord, en région Hauts-de-France. 

## Localisation
Le château comtal était situé dans l'ancien quartier de la Fonderie, à Douai.

## Historique
C'est à la suite de la prise de la ville en 945 par le comte de Flandre, Arnoul Ier, qu'est construite une première résidence comtale dans le quartier d'habitation carolingien de la Fonderie, qu'Arnoul transforme profondément.
Entre 965 et 986, le dernier roi carolingien Lothaire construit probablement une nouvelle résidence, qu'Arnoul II transforme lorsque ce dernier reprend Douai vers 987-988.
La première mention d'un donjon en pierre apparaît dans les textes en 1187 cité comme le château du roi et du comte désigné comme « Neuve Tour », dont il subsiste dans un jardin du quai Daint-Maurand, les vestiges d'un donjon roman connu sous le nom de « Vieille Tour ». Agrandi en 1273, son emplacement est occupé par la bibliothèque, le conservatoire et l'ancienne fonderie de canons.

### Un second château
Selon Charles-Laurent Salch, Douai possédait une seconde forteresse, un donjon sur motte du XIIe siècle, remanié au XIVe siècle par les comtes de Flandre, située près de la collégiale Saint-Amé qui fut mis au jour lors de fouilles au XXe siècle,.

## Description
La première résidence comtale comprenait une maison à étages de plus de 8 mètres de long sur 7 mètres de large, bâtie sur cave.
Une nouvelle résidence emmottée sur 1,8 mètre de hauteur sur trois de ses côtés et ceinte d'un fossé fut construite probablement par Lothaire. Arnoul II la transforme. Il comble les bâtiments existants et les emmotte pour créer une motte tronconique, au sommet de laquelle il construit un petit donjon en bois carré de 5 mètres de côté. La tour de bois sera remplacée par un donjon en pierre de plan carré de 18 mètres de côté.
La motte est chemisée de pierre. On accède à la basse-cour par un châtelet d'entrée quadrangulaire. Adossée au mur de la chemise, face au donjon, se dresse l'aula comtale. De forme légèrement trapézoïdale, elle mesure 14 mètres de long, pour 7 mètres de largeur moyenne. La cave qui est le seul vestige était accessible par un escalier en pierre. La motte qui mesure alors 70 mètres de diamètre est flanquée à l'ouest d'une basse-cour dont la plateforme, à peu près circulaire, mesure 60 mètres de diamètre.
En 1393, on sait qu'une pompe à eau est installée dans la cuisine castrale, lors des remaniements.